# Rungsted Seier Capital
Rungsted Seier Capital er den professionelle overbygning på ishockeyklubben Rungsted Ishockey Klub, der er hjemmehørende i Hørsholm Kommune med hjemmebane i Concordium Arena (tidligere kendt som Hørsholm Skøjtehal). Rungsted Seier Capital blev oprettet i 2013, mens Rungsted Ishockey Klub er Danmarks ældste rene ishockeyklub med sin stiftelse den 1. januar 1941, og har gennem tiden flere gange vundet danmarksmesterskabet og pokalturneringen.
Fra 1999 stillede klubbens førstehold op under navnet Rungsted Cobras, hvilket i 2004 ændredes til Nordsjælland Cobras. I 2009 gik man tilbage til Rungsted Cobras. I 2010 gik den daværende professionelle overbygning konkurs og forlod Metal Ligaen, mens Rungsted Ishockey Klub fortsatte med et hold i 1. division, landets næstbedste ishockeyrække.
I 2013 stiftedes Rungsted Seier Capital og reintroducerede dermed den nordsjællandske klub i Metal Ligaen. Klubben sluttede på sidstepladsen i sin første sæson tilbage, men året efter overraskede man en del klubber og fans med at skulle spille slutspilskvartfinale mod Herning, her måtte helt ud i 7. kamp hvor Herning trak det længeste strå og vandt. Rungsted havde ellers været foran med 3-1 i kampe, men en stærkt diskutabel karantæne til Phil Paquet og en skade til Joel Johansson efterlod Rungsted med en af de yngste backlinier nogensinde i den danske liga, og det knækkede tilsyneladende holdet. 
I januar 2016 blev Seier Capital navnesponsor for Rungsted Ishockey, ligesom selskabet havde købt 43,63 % af aktierne i selskabet bag klubbens hold i Superisligaen.
Sæsonen 2016-17 blev en succesrig sæson for Rungsted Seier Capital da de vandt Pokalturneringen - Metal Cup - mod Aalborg Pirates 3-0 i SaxoBank Arena, men det helt store år for klubben blev 2018-19. Rungsted Seier Capital ryddede bordet fuldstændig og vandt både pokalturnering, Metal Ligaens grundspil samt guldmedaljerne i slutspillet.  
Rungsted Seier Capital spiller i Hørsholm Skøjtehal (opført i 1971), som i øjeblikket er omdøbt til Bitcoin Arena da Bitcoin Suisse er hovedsponsor
Rungsted vandt ishockeyliga-en i 2020/2021

## Meritter 1941-2020
- DM i ishockey
  - Guld: 1954-55, 1962-63, 2001-02, 2018-19, 2020-21
  - Sølv: 1955-56, 1959-60, 1960-61, 1961-62, 1963-64, 1970-71, 1979-80, 1995-96, 1997-98, 2021-22
  - Bronze: 1967-68, 1974-75, 1983-84, 1994-95, 1996-97, 2002-03

- Pokalturneringen
  - Vinder: 1999-2000, 2003-04, 2004-05,  2016-17,  2018-19
  - Finalist: 1993-94, 2009-10, 2017-18, 2019-20